# دورپن
دورپن (به آلمانی: Dörpen) یک شهر در آلمان است که در امسلاند واقع شده‌است. دورپن ۴٬۸۸۹ نفر جمعیت دارد.